# Lola i Virginia
Lola i Virginia (2006–2007) – hiszpańsko-francuski serial animowany wyprodukowany przez studio Imira Entertainment.

## Fabuła
Serial przedstawia zabawne perypetie Loli i grupy jej przyjaciół. Dziewczynka troszczy się o swoje młodsze rodzeństwo i godnie znosi różnego rodzaju psikusy płatane jej przez zwariowanych przyjaciół. Pewnego dnia życie Loli zupełnie się zmienia, gdy wkracza w nie Virginia. Ta zarozumiała i przemądrzała nastolatka jest zupełnym przeciwieństwem naszej bohaterki. Virginia jest bardzo ładna, lubiana przez kolegów, świetnie się uczy i ma bogatych rodziców spełniających wszystkie jej zachcianki. Od teraz najważniejsze dla Loli to dopiec Virginii.

## Bohaterowie
- Lola  – główna bohaterka tego serialu. Ma 12 lat. Troszczy się o swoje młodsze rodzeństwo. Ma jasną cerę, niebieskie oczy, piegi i ciemne włosy. Nosi okulary. Kupuje tylko najprostsze i najtańsze rzeczy, jakie znajdzie. Jej przyjaciółkami są Haide i Poppy. Nienawidzi Virginii i Beatrice.
- Virginia Toffen – wróg Loli. Jest przemądrzała. Do każdego zwraca się „Złotko”, zwłaszcza do Loli. Ma jasną cerę, piegi i niebieskie oczy. Ma przeciwsłoneczne okulary. Jej przyjaciółką jest Beatrice. Nienawidzi Loli, Haide i Poppy.
- Haide – najlepsza przyjaciółka Loli i Poppy. Rozwiązuje ich problemy i pomaga w trudnych sytuacjach. Ma ciemną cerę, jasnoniebieskie oczy i ciemne włosy. Wierzy w magię imion i lubi sprawdzać innym horoskopy. Nienawidzi Virgini i Beatrice.
- Poppy – najlepsza przyjaciółka Loli i Haide. Jej największym sekretem jest to, że śpiewa w chórze. Lubi jazdę na desce. Chodzi na Karate. Ma jasną cerę i czarne oczy. Nienawidzi Virgini i Beatrice.
- Agi i Yukio – bliźniacy. Urodzili się w Japonii. Ich tata pracuje w restauracji. Mają jasnożółtą cerę, ciemne włosy i skośne oczy. Noszą okulary. Rozwiązują problemy Loli i pomagają jej. Interesują się nauką.
- Beatrice – najlepsza przyjaciółka Virgini. Rozwiązuje jej problemy i pomaga w trudnych sytuacjach. Ma jasną cerę i niebieskie oczy. Nosi okulary. Nienawidzi Loli i jej przyjaciółek.
- Charlie – kolega z klasy Loli. Lubi jazdę na desce.
- Lucas – kolega z klasy Loli. Lubi jazdę na desce.
- Chuck – ciemnoskóry chłopiec. Ma brązowe oczy. Lubi słuchać muzyki.
- Suzie – wstydliwa dziewczynka. Lubi bawić się lalkami. Ma jasną cerę, krótkie miodowe włosy i niebieskie oczy.
- Marco  – kolega z klasy Loli. Ma blond włosy, jasną cerę i zielone oczy.
- Hugo – kolega z klasy Loli. Jest tęgi i dużo je.
- Leticia – koleżanka Virgini z jej dawnej szkoły Kolumbusa. Ma krótkie blond włosy i zielone oczy. Podobnie jak Virginia również zwraca się do wszystkich „Złotko”.
- Chiquita – koleżanka na wymianę Loli. Jest niesforna. Lubi żartować.
- oraz: Julia, Gustavo, Samantha i Guillermo

## Wersja polska
Wersja polska: Master Film na zlecenie ZigZap

Reżyseria: Elżbieta Mikuś

Dialogi:
- Kaja Sikorska (odc. 1-26),
- Karolina Anna Kowalska (odc. 2-3)

Dźwięk: Elżbieta Mikuś, Aneta Michalczyk-Falana

Montaż: Agnieszka Kołodziejczyk

Kierownictwo produkcji: Katarzyna Fijałkowska

Wystąpili:
- Magdalena Krylik – Lola
- Monika Kwiatkowska-Dejczer – Virginia
- Anna Sroka – Haide
- Marta Walesiak – Poppy
- Barbara Kałużna
- Artur Pontek – Charlie
- Joanna Jędryka – Ana
- Cezary Kwieciński – Hugo
- Grzegorz Drojewski – Chuck
- Beata Jankowska-Tzimas – Suzie
- Łukasz Lewandowski – John Bloom
- Jerzy Mazur – Policjant
- Anna Sztejner –
  - Prezenterka (odc. 2a, 9a),
  - Mama Loli
- Anna Gajewska – Dziewczyna Charliego (odc. 2b)
- Jolanta Wołłejko – Sara Africati (odc. 3b)
- Piotr Bąk – Tata Virgini
- Aleksander Mikołajczak –
  - Profesor (odc. 4b),
  - Dyrektor szkoły (odc. 9a)
- Waldemar Barwiński – Rafał (odc. 7b)
- Hanna Kinder-Kiss –
  - Kuratorka (odc. 9a),
  - Starsza pani (odc. 10a),
  - Nauczycielka (odc. 11b)
- Monika Wierzbicka – Luiza
- Marcin Hycnar – Dawid
- Jarosław Boberek –
  - Rudolf (odc. 2b)
  - Gino (odc. 13a)
- Julia Kołakowska – Chiquita Gonzalez (odc. 13b)
- Jarosław Domin
- Katarzyna Łaska
- Joanna Pach
- Andrzej Chudy
- Agnieszka Matysiak
- Krzysztof Cybiński
- Piotr Pręgowski

## Spis odcinków
| Premiera odcinka | N/o | Polski tytuł                 | Angielski tytuł                    |
| ---------------- | --- | ---------------------------- | ---------------------------------- |
|                  |     |                              |                                    |
| SERIA PIERWSZA   |     |                              |                                    |
|                  |     |                              |                                    |
| 25.10.2008       | 01  | Sztuczka z cebulą            | The onion trick                    |
| 25.10.2008       | 01  | Incognito                    | Incognito                          |
|                  |     |                              |                                    |
| 01.11.2008       | 02  | Ja pierwsza ją zobaczyłam    | I saw it first                     |
| 01.11.2008       | 02  | Idealny chłopak              | Ideal boyfriend                    |
|                  |     |                              |                                    |
| 08.11.2008       | 03  | Poprawianie urody            | Beauty treatment                   |
| 08.11.2008       | 03  | Nawiedzony dom               | Haunted house                      |
|                  |     |                              |                                    |
| 15.11.2008       | 04  | Ser, sos i rock'n roll       | Good food & rock'n' roll           |
| 15.11.2008       | 04  | Planetka                     | Planet girl                        |
|                  |     |                              |                                    |
| 22.11.2008       | 05  | Potyczka w śniegu            | Mayhem in the snow                 |
| 22.11.2008       | 05  | Żegnaj laleczko              | Bye, doll                          |
|                  |     |                              |                                    |
| 29.11.2008       | 06  | Kolejka górska               | Roller coaster                     |
| 29.11.2008       | 06  | Kłopotliwe pupilki           | Problem pets                       |
|                  |     |                              |                                    |
| 06.12.2008       | 07  | Idealny duet                 | Dream Team                         |
| 06.12.2008       | 07  | Starszy brat                 | Elder brother                      |
|                  |     |                              |                                    |
| 13.12.2008       | 08  | Wszystkiego Najgorszego!     | Unhappy birthday                   |
| 13.12.2008       | 08  | Lola modna                   | Lola fashion                       |
|                  |     |                              |                                    |
| 20.12.2008       | 09  | Magiczny ogród               | Magic garden                       |
| 20.12.2008       | 09  | Klub miłośników sekretów     | The secret club                    |
|                  |     |                              |                                    |
| 27.12.2008       | 10  | Motorower dla dwojga         | A moped for two                    |
| 27.12.2008       | 10  | Idealna przyjaźń             | Perfect friendship                 |
|                  |     |                              |                                    |
| 03.01.2009       | 11  | Wiadomość na pierwszą stronę | Headline news                      |
| 03.01.2009       | 11  | Para asów                    | Pair of aces                       |
|                  |     |                              |                                    |
| 10.01.2009       | 12  | Życzliwa dusza               | A Shoulder to cry on               |
| 10.01.2009       | 12  | Kłopotliwa kuzynka           | Kinky kindred                      |
|                  |     |                              |                                    |
| 17.01.2009       | 13  | Czego się boisz?             | Afraid of what?                    |
| 17.01.2009       | 13  | Tylko nie ona!               | Oh no, not her!                    |
|                  |     |                              |                                    |
| 24.01.2009       | 14  | Zakochany Hugo               | Hugo in love                       |
| 24.01.2009       | 14  | Fan Klub                     | Fan Club                           |
|                  |     |                              |                                    |
| 31.01.2009       | 15  | Szantaż                      | Blackmail                          |
| 31.01.2009       | 15  | Dostawa w trzydzieści minut! | 30 minutes flat                    |
|                  |     |                              |                                    |
| 07.02.2009       | 16  | Na ławce rezerwowych         | On the sidelines                   |
| 07.02.2009       | 16  | 100 dni w San Lorenzo        | I survived 100 days in San Lorenzo |
|                  |     |                              |                                    |
| 21.02.2009       | 17  | Dzień dobry, San Lorenzo!    | Good morning San Lorenzo           |
| 21.02.2009       | 17  | Magiczne mydło               | Love soap                          |
|                  |     |                              |                                    |
| 28.02.2009       | 18  | Zabawa z żabą                | Frog party                         |
| 28.02.2009       | 18  | Tyranozaurus                 | Tyranosaurus                       |
|                  |     |                              |                                    |
| 07.03.2009       | 19  | Karnawał                     | Carnival                           |
| 07.03.2009       | 19  | Mrożone serduszko            | Frozen Heart                       |
|                  |     |                              |                                    |
| 14.03.2009       | 20  | Olimpijski znicz             | Olympic torch                      |
| 14.03.2009       | 20  | Niesforny kotek              | Teacher’s pet                      |
|                  |     |                              |                                    |
| 21.03.2009       | 21  | Piżama party                 | Pyjama party                       |
| 21.03.2009       | 21  | San Lorenzo kontra Columbus  | San Lorenzo vs Columbus            |
|                  |     |                              |                                    |
| 28.03.2009       | 22  | Pociągnięcie pędzla          | Brushstrokes                       |
| 28.03.2009       | 22  | Mundurek                     | The Uniform                        |
|                  |     |                              |                                    |
| 04.04.2009       | 23  | Kochany pamiętniku           | Dear diary                         |
| 04.04.2009       | 23  | Człowiek Piorun              | The lightning man                  |
|                  |     |                              |                                    |
| 11.04.2009       | 24  | Kopciuszek XXI wieku         | 21st Century Cinderella            |
| 11.04.2009       | 24  | W nałogu zakupów             | Compulsive buyer                   |
|                  |     |                              |                                    |
| 18.04.2009       | 25  | Kochana Lola                 | Dear Lola                          |
| 18.04.2009       | 25  | Chłopak dla Haide            | A boyfriend for Haide              |
|                  |     |                              |                                    |
| 25.04.2009       | 26  | Zdrada stanu                 | High treason                       |
| 25.04.2009       | 26  | Sekretna miłość              | Secret love                        |
|                  |     |                              |                                    |